# 陳奕迅 Get a Life演唱會
陳奕迅 Get a Life演唱會是由香港著名男歌手陳奕迅於2006年2月11日至2月19日在香港體育館舉行一連9場的大型個人演唱會。之後在2006年8月26日於馬來西亞亦舉行了一場。

## 製作概念
這次的演唱會是陳奕迅復出後的第一個大型演唱會，演唱了不少新加盟唱片公司出的大碟U87的新曲。
演唱會創作總監朱祖兒表示，舞台以五個不規則形狀的黑色台階組成，配合五個升降台營造不同的氣氛效果，如演唱會期間會有小屋從台下升上、身穿紅色蜘蛛服飾的女舞蹈員從高空翩然降下等等。 陳奕迅演唱會的造型全由徐濠縈操刀，服飾設計上亦具心思，如頭戴烏鴉黑帽演唱《浮誇》揭開演唱會序幕，唱畢整個人躺下並把黑帽放在胸前，隨舞台緩緩落下，演唱會視覺效果和音樂都從一片黑暗，逐漸變得色彩繽紛，像死而後生，配合演唱曲目很有故事性。
陳奕迅於演唱會透露黃偉文為他作詞，並分別收錄在三張不同大碟的「大開眼戒」、「防不勝防」及「十面埋伏」，其實是屬於同一個系列，名為「病態三部曲」，並於演唱會首次一氣呵成演繹了這三首歌曲。

## 製作班底
這次演唱會特別請來德國三大交響樂團之一的漢堡交響樂團(Symphoniker Hamburg)一同演奏。該樂團是世界級公認的著名交響樂團之一，這是他們第一次來香港演奏。

## 巡迴場次
| 場次 | 日期          | 國家／地區 | 城市   | 場館                 | 備註                                   |
| ---- | ------------- | ---------- | ------ | -------------------- | -------------------------------------- |
| 1    | 2006年2月11日 | 香港       | 香港   | 紅磡香港體育館       |                                        |
| 2    | 2006年2月12日 | 香港       | 香港   | 紅磡香港體育館       |                                        |
| 3    | 2006年2月13日 | 香港       | 香港   | 紅磡香港體育館       |                                        |
| 4    | 2006年2月14日 | 香港       | 香港   | 紅磡香港體育館       |                                        |
| 5    | 2006年2月15日 | 香港       | 香港   | 紅磡香港體育館       |                                        |
| 6    | 2006年2月16日 | 香港       | 香港   | 紅磡香港體育館       |                                        |
| 7    | 2006年2月17日 | 香港       | 香港   | 紅磡香港體育館       |                                        |
| 8    | 2006年2月18日 | 香港       | 香港   | 紅磡香港體育館       |                                        |
| 9    | 2006年2月19日 | 香港       | 香港   | 紅磡香港體育館       | 因漢堡交響樂團只有八天檔期而缺席此場次 |
| 10   | 2006年8月26日 | 马来西亚   | 吉隆坡 | 武吉加里爾國家體育場 | 首唱吉隆坡                             |

## 演唱曲目
Part I 

1. 浮誇 
 
2. 怪物 

3. 心裡有鬼 
 
4. 兩名男子街頭相遇 
 
5. 不良嗜好 

6. Shall We Talk 

7. 三個人的探戈 

8. 孤獨探戈 

9. 活著多好 

10. 怕死 

Part II 

11. 爛 

12. 聽聽 

13. 大個女  

14. 單車 

15. 最佳損友 

16. Shall We Talk 

17. 如果這一秒鐘你跟我講你不愛我 

18. 傷信 

19. 1874 

20. 黑夜不再來 

Part III 

21. 美麗有罪 

22. 2001太空漫遊 

23. 打得火熱 

24. 送院途中 

25. 幸災樂禍 

26. 忘記歌詞 

27. 夕陽無限好 

28. 大開眼戒（打回原形） 

29. 防不勝防 

30. 十面埋伏 

31. 葡萄成熟時 

32. Medley（King Kong+超人的主題曲）

第八場（收錄場）Encore 

33. 明年今日 

34. K歌之王 

35. 人來人往 

36. 阿牛 

37. 與我常在 

尾場Encore 

33. 明年今日 

34. K歌之王 

35. 人來人往 
 
36. 綿綿 

37. 兄妹 

38. 猜情尋 

39. 天下無雙 

40. 與我常在 

Main Rundown 

1. 浮誇 

2. 怪物 
 
3. 心裡有鬼 

4. 兩名男子街頭相遇 
 
5. 不良嗜好 
 
6. Shall We Dance 

7. 三個人的探戈 

8. 孤獨探戈 

9. 活著多好 

10. 怕死 

11. 爛 

12. 聽聽 

13. 大個女 

14. 單車 

15. 最佳損友 

16. Shall We Talk  

17. 如果這一秒鐘你跟我講你不愛我 

18. 傷信 

19. 1874 

20. 黑夜不再來 

21. 美麗有罪 

22. 2001太空漫遊 

23. 打得火熱 

24. 送院途中 

25. 幸災樂禍 

26. 忘記歌詞 

27. 夕陽無限好 

28. 大開眼戒（打回原形） 

29. 防不勝防 

30. 十面埋伏 

31. 葡萄成熟時 

Encore 

32. 兄妹 

33. 你的背包 

34. 謝謝儂 

35. 明年今日 

36. 天下無雙 

37. 落花流水 

38. 與我常在 

## 影音產品出版
| 日期          | 產品名稱                      | 類型 | 發行地區 |
| ------------- | ----------------------------- | ---- | -------- |
| 2006年4月20日 | 陳奕迅 Get a Life演唱會 (3CD) | CD   | 香港     |